# Oakdale (Pensilvania)
Oakdale es un borough ubicado en el condado de Allegheny en el estado estadounidense de Pensilvania. En el año 2000 tenía una población de 1.551 habitantes y una densidad poblacional de 1,197.7 personas por km².

## Geografía
Oakdale se encuentra ubicado en las coordenadas 40°23′58″N 80°11′8″O / 40.39944, -80.18556.

## Demografía
Según la Oficina del Censo en 2000 los ingresos medios por hogar en la localidad eran de $46,574 y los ingresos medios por familia eran $55,865. Los hombres tenían unos ingresos medios de $37,125 frente a los $26,620 para las mujeres. La renta per cápita para la localidad era de $21,392. Alrededor del 2.6% de la población estaba por debajo del umbral de pobreza.